# Leichtathletik-Weltmeisterschaften 1993/200 m der Männer

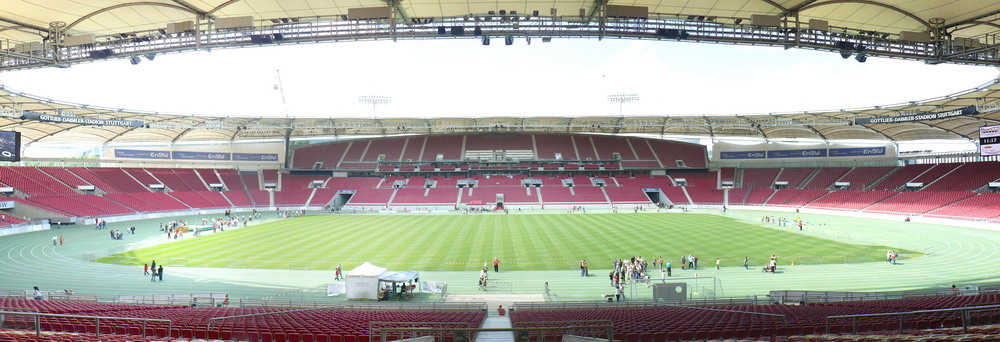
Das Stuttgarter Gottlieb-Daimler-Stadion im Jahr 2007

Der 200-Meter-Lauf der Männer bei den Leichtathletik-Weltmeisterschaften 1993 wurde vom 17. bis 20. August 1993 im Stuttgarter Gottlieb-Daimler-Stadion ausgetragen.
Weltmeister wurde der Vizeweltmeister von 1991 und Olympiazweite von 1992 Frank Fredericks aus Namibia, der 1992 auch Olympiasilber über 100 Meter gewonnen hatte. Silber ging an den britischen WM-Dritten von 1987 und Europameister von 1990 John Regis, der über 100 Meter 1990 EM-Dritter war und darüber hinaus mehrere Staffel-Medaillen bei Olympischen Spielen, Welt- und Europameisterschaften errungen hatte. Der mehrfache Sprint-, Weitsprung- und Staffel-Olympiasieger sowie Weltmeister Carl Lewis aus den Vereinigten Staaten kam auf den dritten Platz.

## Rekorde

### Bestehende Rekorde
| Weltrekord               | 19,72 s | Pietro Mennea   | Mexiko-Stadt, Mexiko    | 12. September 1979 |
| Weltmeisterschaftsrekord | 20,01 s | Michael Johnson | WM 1991 in Tokio, Japan | 27. August 1991    |

### Rekordverbesserung
Der namibische Weltmeister Frank Fredericks verbesserte den bestehenden WM-Rekord im Finale am 20. August bei einer Windunterstützung von 0,3 m/s um sechzehn Hundertstelsekunden auf 19,85 s.
Gleichzeitig stellte Fredericks mit dieser Zeit einen neuen Afrikarekord auf.

## Vorrunde
Die Vorrunde wurde in neun Läufen durchgeführt. Die ersten drei Athleten pro Lauf – hellblau unterlegt – sowie die darüber hinaus fünf zeitschnellsten Läufer – hellgrün unterlegt – qualifizierten sich für das Viertelfinale.

### Vorlauf 1
17. August 1993, 11:10 Uhr
Wind: +0,1 m/s
| Platz | Name            | Nation      | Zeit (s) |
| ----- | --------------- | ----------- | -------- |
| 1     | Daniel Effiong  | Nigeria     | 20,53    |
| 2     | Johan Rossouw   | Südafrika   | 20,68    |
| 3     | Damien Marsh    | Australien  | 20,73    |
| 4     | Björn Sinnhuber | Deutschland | 20,99    |
| 5     | Edgardo Guilbe  | Puerto Rico | 21,14    |
| 6     | Yousef Dehmiri  | Iran        | 21,88    |
| 7     | Theodore Haba   | Guinea      | 21,92    |
| 8     | Lam Hai Van     | Vietnam     | 22,77    |

### Vorlauf 2
17. August 1993, 11:17 Uhr
Wind: −0,2 m/s
| Platz | Name             | Nation                       | Zeit (s) |
| ----- | ---------------- | ---------------------------- | -------- |
| 1     | Dean Capobianco  | Australien                   | 20,52    |
| 2     | Frank Fredericks | Namibia                      | 20,65    |
| 3     | Raymond Stewart  | Jamaika                      | 20,85    |
| 4     | Nikolaj Antonow  | Bulgarien                    | 20,88    |
| 5     | Ousmane Diarra   | Mali                         | 21,51    |
| 6     | Derry Pemberton  | Amerikanische Jungferninseln | 21,89    |
| 7     | David Nkoua      | Republik Kongo               | 22,55    |
| DNS   | Claus Hirsbro    | Dänemark                     |          |

### Vorlauf 3
17. August 1993, 11:24 Uhr
Wind: +1,6 m/s
| Platz | Name            | Nation   | Zeit (s) |
| ----- | --------------- | -------- | -------- |
| 1     | Dave Dollé      | Schweiz  | 20,67    |
| 2     | Oleg Fatun      | Russland | 20,71    |
| 3     | Jason Hendrix   | USA      | 20,74    |
| 4     | Kōji Itō        | Japan    | 20,96    |
| 5     | Pedro Nolet     | Spanien  | 21,09    |
| 6     | Daniel Cojocaru | Rumänien | 21,13    |
| 7     | Trevor Davis    | Anguilla | 21,49    |
| 8     | Mario Bonello   | Malta    | 22,60    |

### Vorlauf 4
17. August 1993, 11:31 Uhr
Wind: +0,1 m/s
| Platz | Name             | Nation     | Zeit (s) |
| ----- | ---------------- | ---------- | -------- |
| 1     | Carl Lewis       | USA        | 20,45    |
| 2     | Nelson Boateng   | Ghana      | 20,53    |
| 3     | Andrei Fedoriw   | Russland   | 20,73    |
| 4     | Oumar Loum       | Senegal    | 21,12    |
| 5     | Mark Keddell     | Neuseeland | 21,28    |
| 6     | Edmund Estaphane | St. Lucia  | 21,53    |
| 7     | A. Tamba         | Liberia    | 22,67    |
| DNS   | Marek Zalewski   | Polen      |          |

### Vorlauf 5
17. August 1993, 11:38 Uhr
Wind: −0,1 m/s
| Platz | Name               | Nation              | Zeit (s) |
| ----- | ------------------ | ------------------- | -------- |
| 1     | Glenroy Gilbert    | Kanada              | 20,87    |
| 2     | Patrick Delice     | Trinidad und Tobago | 20,97    |
| 3     | Joseph Gikonyo     | Kenia               | 21,14    |
| 4     | Jiří Valík         | Tschechoslowakei    | 21,20    |
| 5     | Slobodan Branković | IWP                 | 21,35    |
| 6     | Goolam Ambia       | Bangladesch         | 21,95    |
| 7     | Arfin Abdullah     | Indonesien          | 22,29    |
| DSQ   | Michael Huke       | Deutschland         |          |

### Vorlauf 6
17. August 1993, 11:45 Uhr
Wind: +0,6 m/s
| Platz | Name              | Nation                         | Zeit (s) |
| ----- | ----------------- | ------------------------------ | -------- |
| 1     | Robson da Silva   | Brasilien                      | 20,54    |
| 2     | Emmanuel Tuffour  | Ghana                          | 20,57    |
| 3     | Robert Kurnicki   | Deutschland                    | 20,66    |
| 4     | Torbjörn Eriksson | Schweden                       | 20,80    |
| 5     | Kennedy Ondiek    | Kenia                          | 20,97    |
| 6     | Edsel Chase       | Barbados                       | 21,34    |
| 7     | Miguel Janssen    | Aruba                          | 21,51    |
| 8     | Eswort Coombs     | St. Vincent und die Grenadinen | 21,82    |

### Vorlauf 7

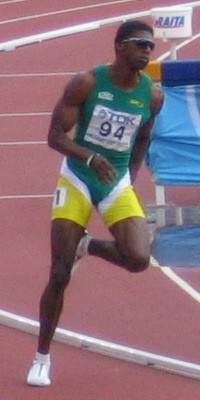
André da Silva verpasste das Viertelfinale nur um zwei Hundertstelsekunden

17. August 1993, 11:52 Uhr
Wind: −0,5 m/s
| Platz | Name                  | Nation         | Zeit (s) |
| ----- | --------------------- | -------------- | -------- |
| 1     | Jean-Charles Trouabal | Frankreich     | 20,60    |
| 2     | John Regis            | Großbritannien | 20,67    |
| 3     | Alexandros Terzian    | Griechenland   | 20,83    |
| 4     | Giorgio Marras        | Italien        | 20,95    |
| 5     | André da Silva        | Brasilien      | 20,99    |
| 6     | Niti Piyapan          | Thailand       | 21,60    |
| 7     | Khalid Juma           | Brunei         | 22,23    |
| 8     | Ricky Canon           | Nauru          | 24,14    |

### Vorlauf 8
17. August 1993, 11:59 Uhr
Wind: +1,3 m/s
| Platz | Name                   | Nation         | Zeit (s) |
| ----- | ---------------------- | -------------- | -------- |
| 1     | Patrick Stevens        | Belgien        | 20,85    |
| 2     | Stanislaw Georgiew     | Bulgarien      | 21,08    |
| 3     | Sidnei Telles De Souza | Brasilien      | 21,22    |
| 4     | Stephen Lewis          | Montserrat     | 21,36    |
| 5     | Cephas Lemba           | Sambia         | 21,68    |
| 6     | Junior Cornette        | Guyana         | 22,03    |
| 7     | Mark Sherwin           | Cookinseln     | 21,82    |
| DNS   | Linford Christie       | Großbritannien |          |

### Vorlauf 9

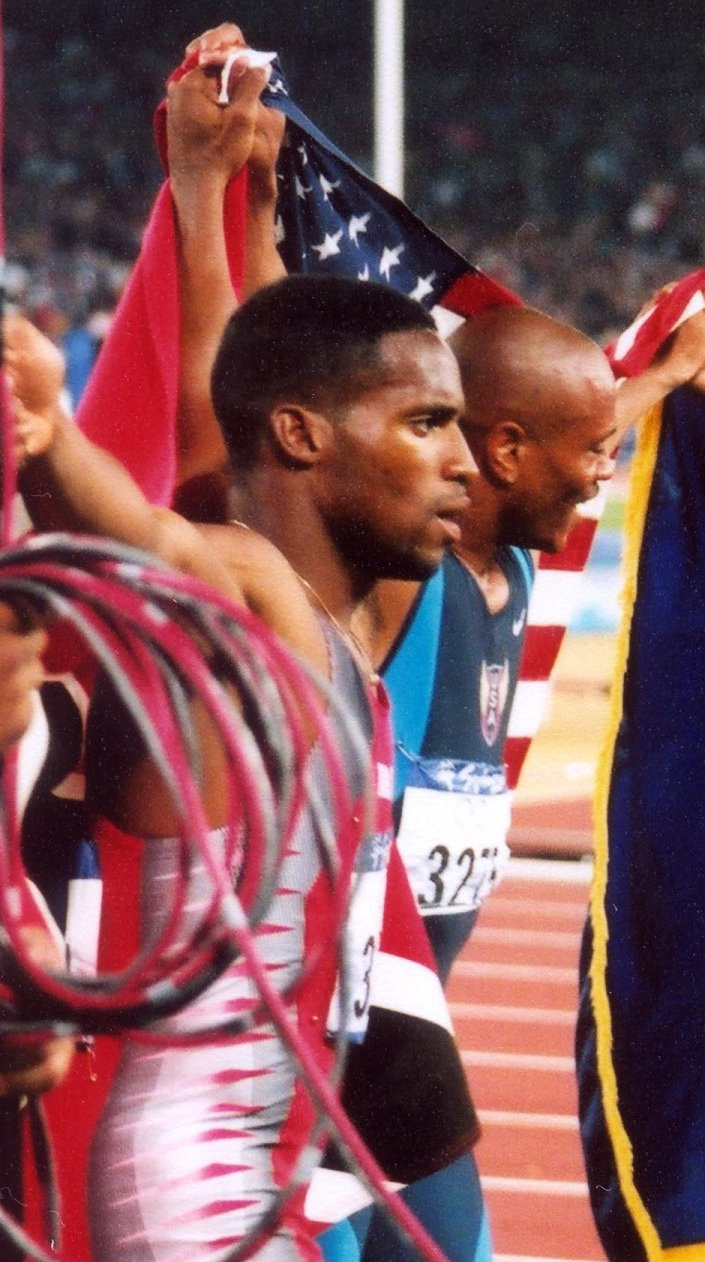
Ato Boldon schied als Vierter seines Vorlaufs aus

17. August 1993, 12:06 Uhr
Wind: −1,2 m/s
| Platz | Name          | Nation              | Zeit (s) |
| ----- | ------------- | ------------------- | -------- |
| 1     | Michael Marsh | USA                 | 20,77    |
| 2     | Atlee Mahorn  | Kanada              | 20,89    |
| 3     | Geir Moen     | Norwegen            | 21,18    |
| 4     | Ato Boldon    | Trinidad und Tobago | 21,31    |
| 5     | Carlos Moreno | Chile               | 21,36    |
| 6     | Amar Hecini   | Algerien            | 21,36    |
| 7     | Edvin Ivanov  | Russland            | 21,39    |

## Viertelfinale
Aus den vier Viertelfinalläufen qualifizierten sich die jeweils ersten vier Athleten – hellblau unterlegt – für das Halbfinale.

### Viertelfinallauf 1
19. August 1993, 12:50 Uhr
Wind: +1,2 m/s
| Platz | Name              | Nation      | Zeit (s) |
| ----- | ----------------- | ----------- | -------- |
| 1     | Dave Dollé        | Schweiz     | 20,45    |
| 2     | Emmanuel Tuffour  | Ghana       | 20,58    |
| 3     | Robert Kurnicki   | Deutschland | 20,58    |
| 4     | Jason Hendrix     | USA         | 20,82    |
| 5     | Raymond Stewart   | Jamaika     | 21,02    |
| 6     | Kōji Itō          | Japan       | 21,04    |
| 7     | Torbjörn Eriksson | Schweden    | 21,07    |
| DNF   | Daniel Effiong    | Nigeria     |          |

### Viertelfinallauf 2
19. August 1993, 12:55 Uhr
Wind: +0,1 m/s
| Platz | Name               | Nation              | Zeit (s) |
| ----- | ------------------ | ------------------- | -------- |
| 1     | Carl Lewis         | USA                 | 20,21    |
| 2     | John Regis         | Großbritannien      | 20,39    |
| 3     | Johan Rossouw      | Südafrika           | 20,55    |
| 4     | Andrei Fedoriw     | Russland            | 20,59    |
| 5     | Patrick Delice     | Trinidad und Tobago | 20,88    |
| 6     | Geir Moen          | Norwegen            | 20,99    |
| 7     | Stanislaw Georgiew | Bulgarien           | 21,03    |
| 8     | Kennedy Ondiek     | Kenia               | 21,50    |

### Viertelfinallauf 3
19. August 1993, 13:00 Uhr
Wind: +0,4 m/s
| Platz | Name                  | Nation     | Zeit (s) |
| ----- | --------------------- | ---------- | -------- |
| 1     | Frank Fredericks      | Namibia    | 20,24    |
| 2     | Robson da Silva       | Brasilien  | 20,24    |
| 3     | Jean-Charles Trouabal | Frankreich | 20,40    |
| 4     | Damien Marsh          | Australien | 20,58    |
| 5     | Glenroy Gilbert       | Kanada     | 20,81    |
| 6     | Giorgio Marras        | Italien    | 20,87    |
| 7     | Patrick Stevens       | Belgien    | 20,89    |
| 8     | Nikolaj Antonow       | Bulgarien  | 39,46    |

### Viertelfinallauf 4
19. August 1993, 13:05 Uhr
Wind: −1,0 m/s
| Platz | Name                   | Nation       | Zeit (s) |
| ----- | ---------------------- | ------------ | -------- |
| 1     | Michael Marsh          | USA          | 20,40    |
| 2     | Dean Capobianco        | Australien   | 20,44    |
| 3     | Nelson Boateng         | Ghana        | 20,69    |
| 4     | Atlee Mahorn           | Kanada       | 20,70    |
| 5     | Oleg Fatun             | Russland     | 20,92    |
| 6     | Alexandros Terzian     | Griechenland | 21,00    |
| 7     | Joseph Gikonyo         | Kenia        | 21,09    |
| 8     | Sidnei Telles De Souza | Brasilien    | 21,69    |

## Halbfinale
Aus den beiden Halbfinalläufen qualifizierten sich die jeweils ersten vier Athleten – hellblau unterlegt – für das Finale.

### Halbfinallauf 1
19. August 1993, 19:10 Uhr
Wind: +0,6 m/s
| Platz | Name             | Nation         | Zeit (s) |
| ----- | ---------------- | -------------- | -------- |
| 1     | Michael Marsh    | USA            | 20,10    |
| 2     | Frank Fredericks | Namibia        | 20,11    |
| 3     | John Regis       | Großbritannien | 20,16    |
| 4     | Dean Capobianco  | Australien     | 20,21    |
| 5     | Nelson Boateng   | Ghana          | 20,52    |
| 6     | Robert Kurnicki  | Deutschland    | 20,67    |
| 7     | Atlee Mahorn     | Kanada         | 20,80    |
| DSQ   | Johan Rossouw    | Südafrika      |          |

### Halbfinallauf 2
19. August 1993, 19:17 Uhr
Wind: +0,6 m/s
| Platz | Name                  | Nation     | Zeit (s) |
| ----- | --------------------- | ---------- | -------- |
| 1     | Carl Lewis            | USA        | 20,26    |
| 2     | Jean-Charles Trouabal | Frankreich | 20,27    |
| 3     | Emmanuel Tuffour      | Ghana      | 20,44    |
| 4     | Damien Marsh          | Australien | 20,51    |
| 5     | Andrei Fedoriw        | Russland   | 20,66    |
| 6     | Dave Dollé            | Schweiz    | 20,70    |
| 7     | Jason Hendrix         | USA        | 20,99    |
| DSQ   | Robson da Silva       | Brasilien  |          |

## Finale

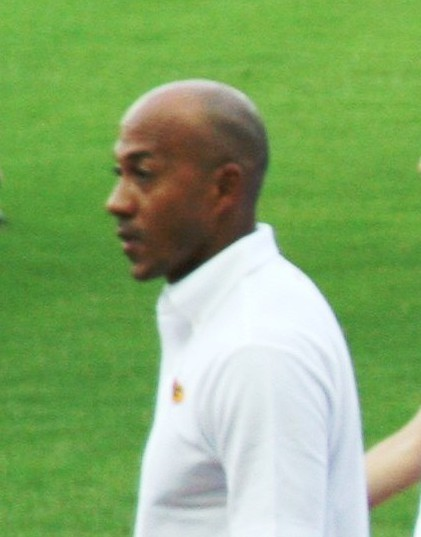
Frank Fredericks, Gewinner zahlreicher Olympia- und WM-Medaillen, errang hier seinen großen Titel

20. August 1993, 21:00 Uhr
Wind: +0,3 m/s
| Platz | Name                  | Nation         | Zeit (s)    |
| ----- | --------------------- | -------------- | ----------- |
| 1     | Frank Fredericks      | Namibia        | 19,85 CR/AR |
| 2     | John Regis            | Großbritannien | 19,94       |
| 3     | Carl Lewis            | USA            | 19,99       |
| 4     | Michael Marsh         | USA            | 20,18       |
| 5     | Dean Capobianco       | Australien     | 20,18       |
| 6     | Jean-Charles Trouabal | Frankreich     | 20,20       |
| 7     | Emmanuel Tuffour      | Ghana          | 20,49       |
| 8     | Damien Marsh          | Australien     | 20,56       |

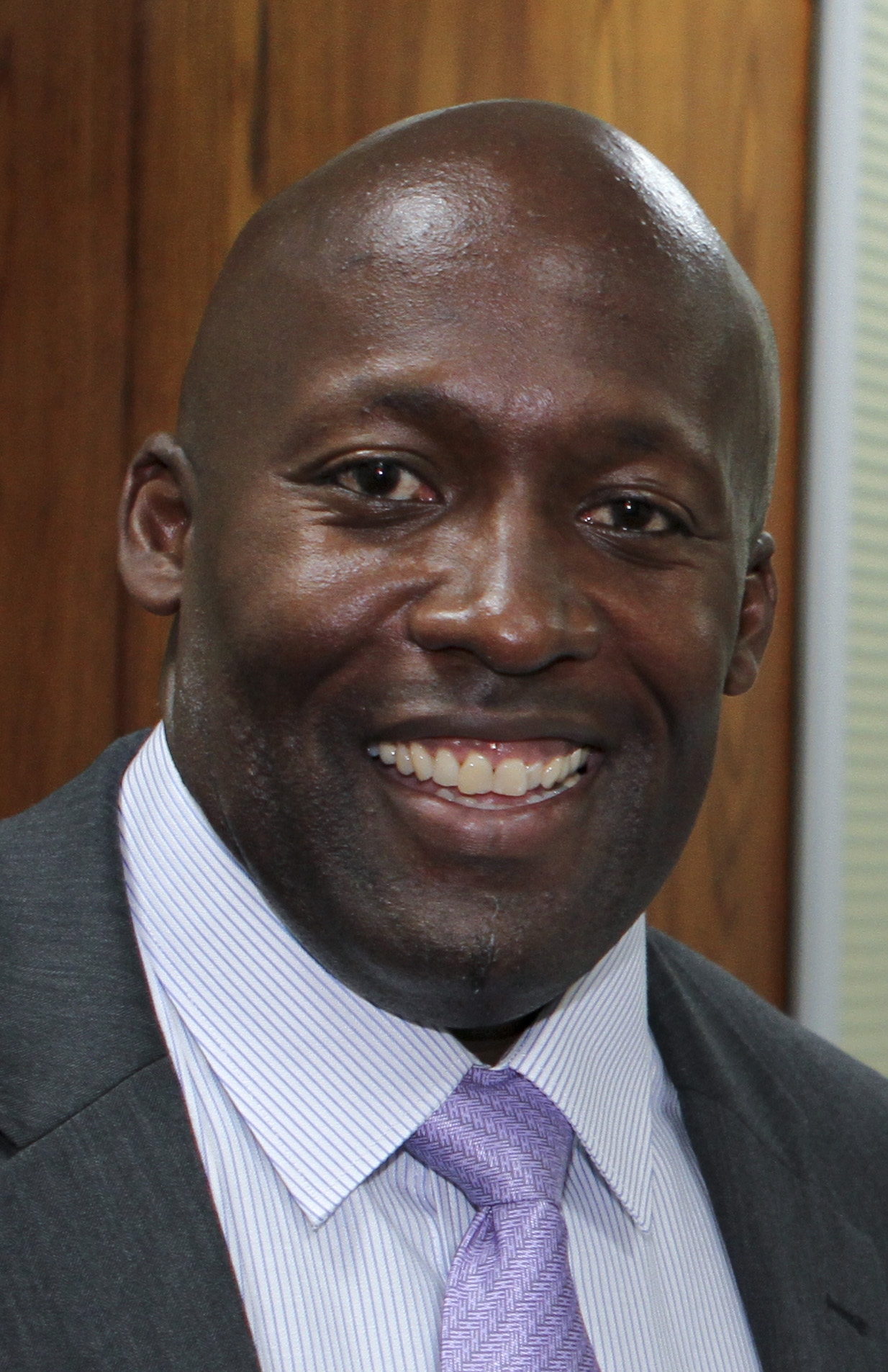
Vizeweltmeister wurde John Regis, 1987 WM-Dritter und 1990 Europameister, darüber hinaus Gewinner mehrerer Staffel-Medaillen bei Olympischen Spielen, Welt- und Europameisterschaften
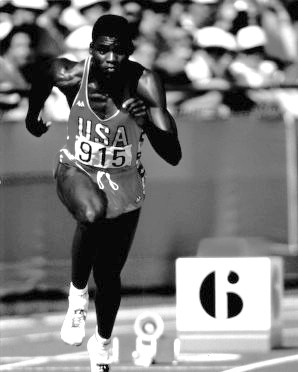
Bronze gab es diesmal für den mehrfachen Sprint-, Weitsprung- und Staffel-Olympiasieger sowie Weltmeister Carl Lewis

## Video
- World Championships in Athletics 1993 - 200 Metres Men, Video veröffentlicht am 23. Oktober 2013 auf youtube.com, abgerufen am 7. Mai 2020